# Bruno Koster
Bruno Koster (1959) is een Zwitsers politicus.
Bruno Koster studeerde technische wetenschappen en woonde na zijn studie enige jaren in het buitenland. Na zijn terugkeer in Appenzell richtte hij met zijn broer een technische onderneming op.
Bruno Koster werd in 1995 als partijloos politicus in de Grote Raad van Appenzell Innerrhoden gekozen en in 2000 werd hij door de Landsgemeinde als opvolger van Ruth Metzler-Arnold in de Standeskommission (regering) van het kanton Appenzell Innerrhoden gekozen. Sinds 2000 is hij afwisselend Pannerherr (dat wil zeggen plaatsvervangend regeringsleider) en Regierend Landammann van Appenzell Innerrhoden.
In februari 2008 kondigde Koster zijn terugtreden uit de politiek aan. Hij zal zich voortaan vooral gaan toeleggen op zijn onderneming.

## Landammann
- 30 april 2000 - 28 april 2002 — Pannerherr
- 28 april 2002 - 25 april 2004 — Landammann
- 25 april 2004 - 30 april 2006 — Pannerherr
- 30 april 2006 - heden — Landammann

## Verwijzingen
1. 1 2  Dreikampf um die Nachfolge Carlo Schmids ( NZZ Online)